# 報丁
報丁（？—？），姓子，報丙之子。報丙死后，報丁繼位。他是主壬的父亲，主癸的祖父，商汤的曾祖父。